# 25. Feldartillerie-Brigade (Großherzoglich Hessische)
Die 25. Feldartillerie-Brigade (Großherzoglich Hessische) war ein Großverband der Preußischen Armee.

## Geschichte
Im Zuge der Heereserweiterung wurde zum 1. Oktober 1899 die 25. Feldartillerie-Brigade (Großherzoglich Hessische) in Darmstadt gebildet. Sie gehörte zur Großherzoglich Hessischen (25.) Division des XVIII. Armee-Korps und ihr waren die Feldartillerie-Regimenter Nr. 25 und 61 unterstellt.
Zu Beginn des Ersten Weltkriegs machte die Brigade im Verbund mit der 25. Infanterie-Division mobil und nahm an den Schlachten bei Neufchâteau, an der Maas und der Marne teil. Nach Kämpfen bei Reims ging die Brigade Anfang Oktober 1914 nordöstlich von Roye in den Stellungskrieg über. Von Ende Februar bis Anfang April 1916 war sie in die Schlacht um Verdun und anschließend in die Kämpfe um Fort Douaumont eingebunden. Nach Stellungskämpfen an der Aisne bis Anfang Oktober 1916 folgte die Teilnahme an der Schlacht an der Somme.
Durch Erlass des Kriegsministeriums wurde zum 16. Februar 1917 aus dem Brigadestab der Artillerie-Kommandeur Nr. 25 (Arko 25) gebildet, der die gesamte Artillerie (Feld- und Fußartillerie) der Division verantwortete. Ende Juli 1917 schied das Feldartillerie-Regiment Nr. 61 aus dem Brigadeverband und wurde durch das I. Bataillon des Reserve-Fußartillerie-Regiments Nr. 24 ersetzt. Ab Ende September 1917 stand das Kommando in Kämpfen in Flandern und nahm im März 1918 an der Großen Schlacht in Frankreich teil.
Nach Kriegsende und Rückkehr in die Heimat wurde die Brigade im Mai 1919 offiziell aufgelöst.

## Kommandeure
| Dienstgrad          | Name                      | Datum                                                           |
| ------------------- | ------------------------- | --------------------------------------------------------------- |
| Oberst              | Paul Chales de Beaulieu   | 01. Oktober 1899 bis 21. März 1900 (mit der Führung beauftragt) |
| Oberst/Generalmajor | Paul Chales de Beaulieu   | 22. März 1900 bis 16. Februar 1903                              |
| Oberst/Generalmajor | Friedrich Scholtz         | 17. Februar 1903 bis 22. Februar 1906                           |
| Oberst/Generalmajor | Stephan von Nieber        | 23. Februar 1906 bis 1. Juli 1908                               |
| Oberst              | Ferdinand Noeldechen      | 02. Juli bis 19. August 1908 (mit der Führung beauftragt)       |
| Oberst/Generalmajor | Ferdinand Noeldechen      | 20. August 1908 bis 3. April 1913                               |
| Generalmajor        | Friedrich von Buddenbrock | 18. April bis 30. September 1913                                |
| Oberst/Generalmajor | Richard Freise            | 01. Oktober 1913 bis 13. September 1914                         |
| Oberst/Generalmajor | Hermann Rumschöttel       | 14. September 1914 bis 20. Mai 1917                             |
| Oberst              | Willy von Fuchs           | 21. Mai 1917 bis 18. Dezember 1918                              |
| Generalmajor        | Waldemar Eggerß           | 21. Januar bis 24. Mai 1919                                     |